# Juan Ramón Curbelo
Juan Ramón Curbelo (Montevideo, 2 mei 1979) is een Uruguayaans voetballer die anno 2012 onder contract ligt bij Club Nacional de Football. Curbelo is een middenvelder.

## Carrière
Curbelo startte z'n carrière bij CA Fénix. In januari 2003 waagde hij z'n kans in Europa, waar hij aan de slag ging bij Standard Luik. Anderhalf jaar later keerde hij terug naar z'n geboorteland, waar hij voor Club Nacional de Football ging spelen. Later speelde hij nog bij Danubio FC en CA River Plate Montevideo in eigen land, alvorens in 2008 de overstap te maken naar het Mexicaanse Indios de Ciudad Juárez. In 2011 keerde hij terug naar Uruguay, waar hij voor Montevideo Wanderers FC ging spelen. Sinds 2012 speelt hij weer voor Club Nacional de Football.
Curbelo speelde in 2003 vier interlands voor Uruguay.

## Familie
Ook zijn broer, Jorge Curbelo, is voetballer. Zij speelden tussen 2004 en 2005 samen bij Standard Luik. Daniel Fonseca is zijn halfbroer.